# Mêlée (groupe)
Pour les articles homonymes, voir Mêlée.
Mêlée est un groupe de rock américain, originaire du comté d'Orange, en Californie. Le groupe, formé en 2000, a été actif jusqu'au début des années 2010. Durant ses dernières années d'activité, il était composé de Christopher Cron (chant, clavier, guitare), Sans Ricky (guitare, chant), Ryan Malloy (basse, chant) et Derek Lee Roche (batterie). Parmi les anciens membres du groupe figurent Mike Nader (batterie), Israël Villanueva (batterie, chant) et Michael Amico (batterie).

## Biographie
Le premier single du groupe, Built to Last, est diffusé à l'échelle nationale à la radio. Il atteint l:a 8e place en Autriche, la 4e en Belgique, la 75e en République tchèque, la 58e au Danemark, la 6e en Finlande, la 2e en Allemagne, la 29e en Irlande, la 2e aux Pays-Bas, la 13e en Norvège, la 54e en Suède, la 7e en Suisse, la 16e au Royaume-Uni, et la première place au Japon, la 2e en Indonésie, t la 12e en Thaïlande,,. Imitation, le single qui suit est aussi diffusé à la radio et atteint la 21e place en Belgique, la 43e place en Suisse, la 10e place à Singapour et la 47e place aux Pays-Bas,. Can't Hold On est le troisième single.
Stand Up devient la bande-son du film Sydney White avec Amanda Bynes en 2007. Mêlée participe à Where Music Meets Film, une série télévisée d'une heure au Sundance Film Festival de 2008, diffusée sur Fuse en 2008. Biggest Mistake devient la bande-annonce du film Raiponce de Disney en 2010.
Le single On the Movie Screen atteint la troisième place du J-Wave Tokio Hot 100. 'The Ballad of You and I est publié gratuitement sur iTunes Store la semaine du 5 octobre 2010. The Ballad of You and I est incluse dans la publicité de The Biggest Loser sur NBC en décembre 2010.
Après la séparation du groupe en 2012, Chris Cron participe à la onzième saison de l'émission américaine The Voice chantant Never Tear Us Apart d'INXS, mais ne parvient pas à attirer l'intérêt des juges Adam Levine, Miley Cyrus, Alicia Keys et Blake Shelton.

## Membres

### Derniers membres
- Christopher Cron - chant, claviers, guitare
- Ricky Sans - guitare, chant
- Ryan Malloy - basse, chant
- Derek Lee Rock - batterie

### Anciens membres
- Mike Nader - batterie
- Israel Villanueva - batterie, chant
- Michael Amico - batterie
- Lina Simpson - claviers, chant

## Discographie

### Albums studio
- 2004 : Everyday Behavior
- 2007 : Devils and Angels
- 2010 : The Masquerade'

### EP
- 2000 : An Existential Guide to Love
- 2001 : Transmission
- 2002 : Mêlée
- 2003 : Against the Tide
- 2007 : New Heart/Sick (non éditée sur un album du groupe mais a été commercialisé via iTunes)

### Singles
- 2001 : Francesca  (issue de l'EP Transmission)
- 2004 : The War (issue de l'album Everyday Behavior)
- 2007 : Can't Hold On (Devils ans Angels)
- 2007 : Built to Last (Devils ans Angels)
- 2008 : Frequently Baby (She's a Teenage Maniac) (Imitation)
- 2010 : On the Movie Screen (The Masquerade)
- 2010 : The Ballad of You and I (The Masquerade)
- 2010 : Teo Toriatte (The Masquerade)